# 볼보 FM
볼보 FM(영어: Volvo FM)은 스웨덴 볼보트럭사가 생산하는 대형 트럭으로 1998년에 출시되었다.

## 개요
1998년에 볼보트럭의 볼보 FH을 기반으로 최초로 출시되었다. 2001년과 2005년에 마이너 체인지를 통해서 현재까지 생산했다. 2010년에 다시 마이너 체인지가 되면서 새로운 디젤 엔진을 장착하게 되었다.

## 사진

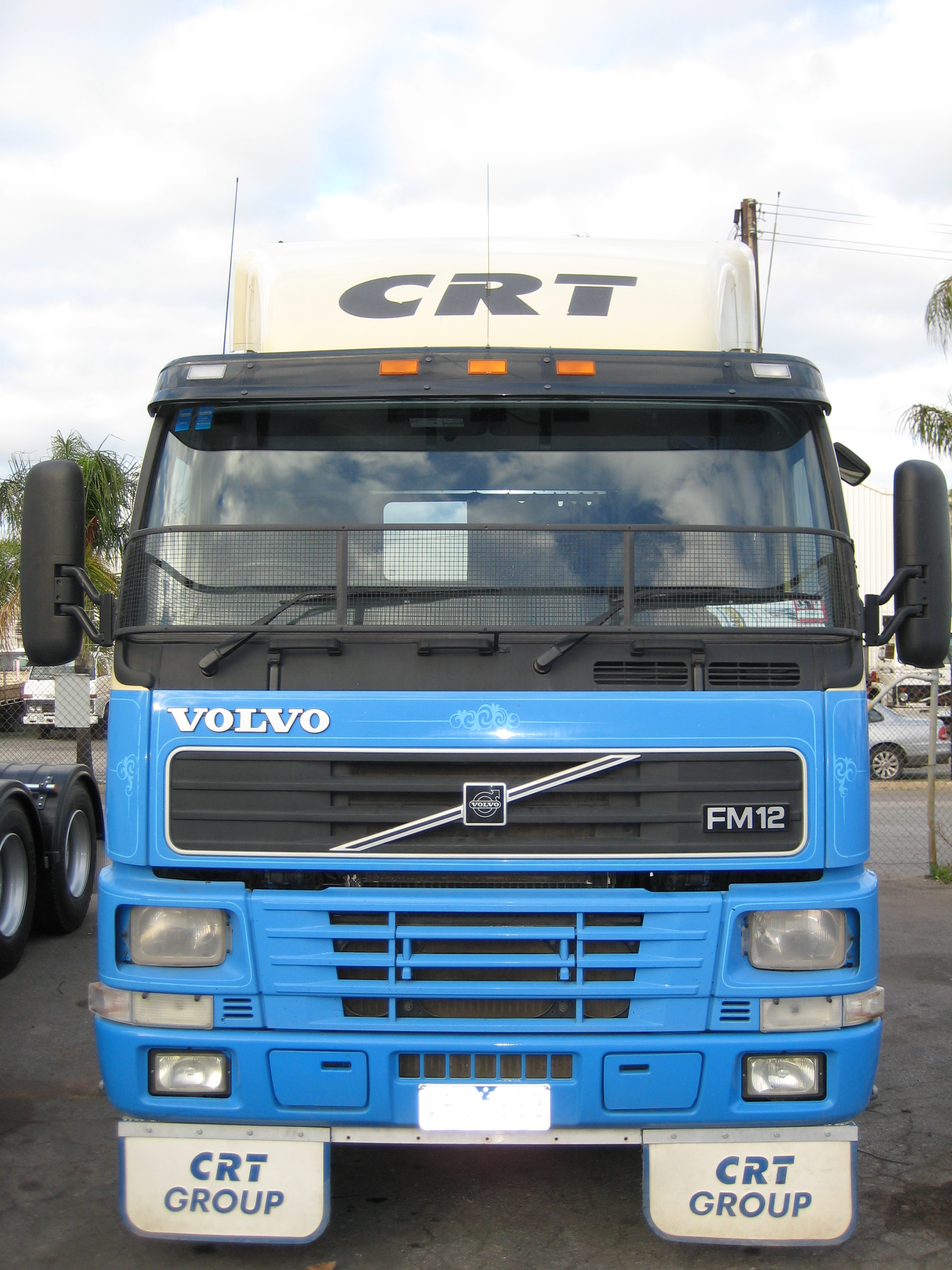
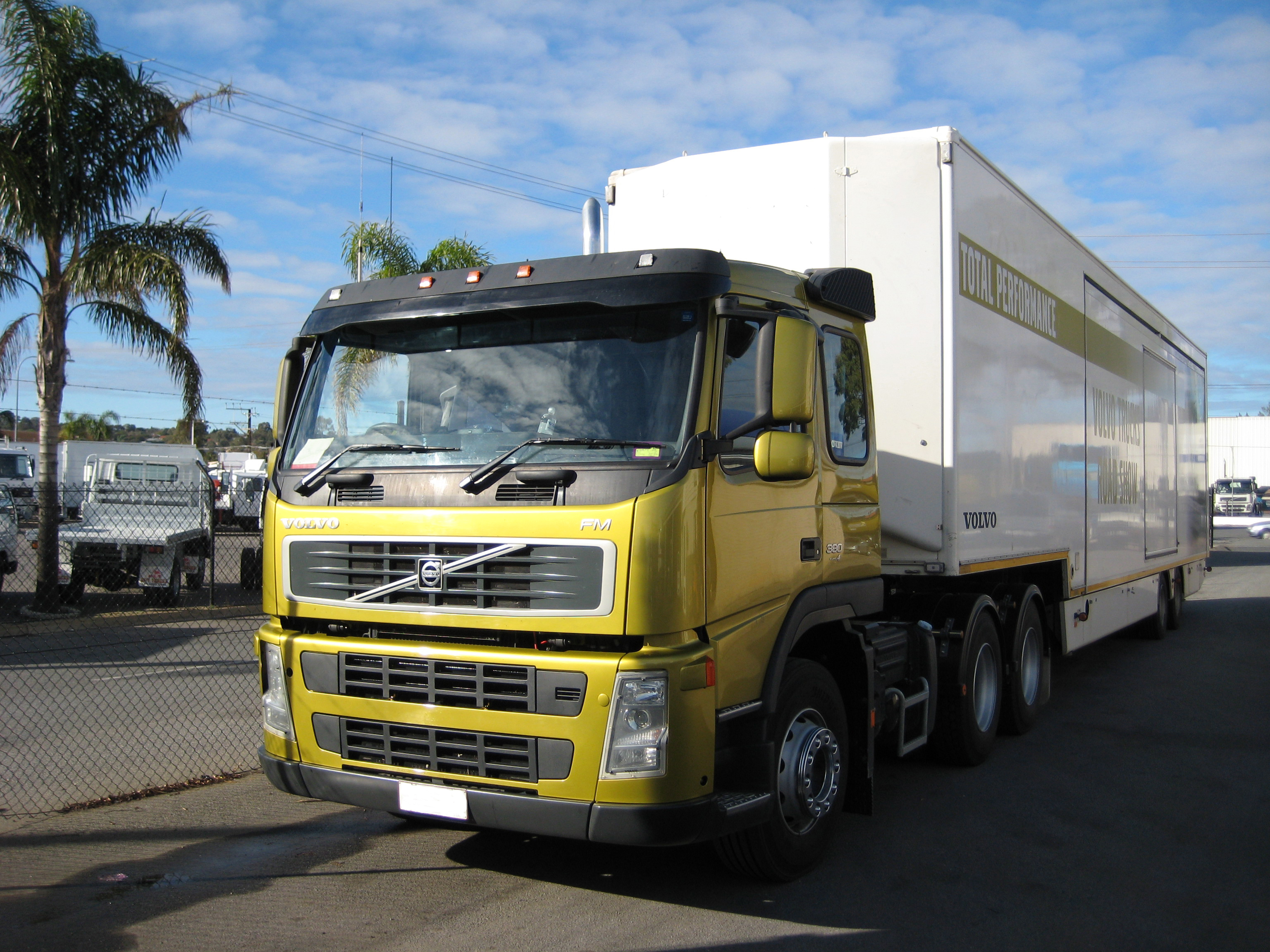
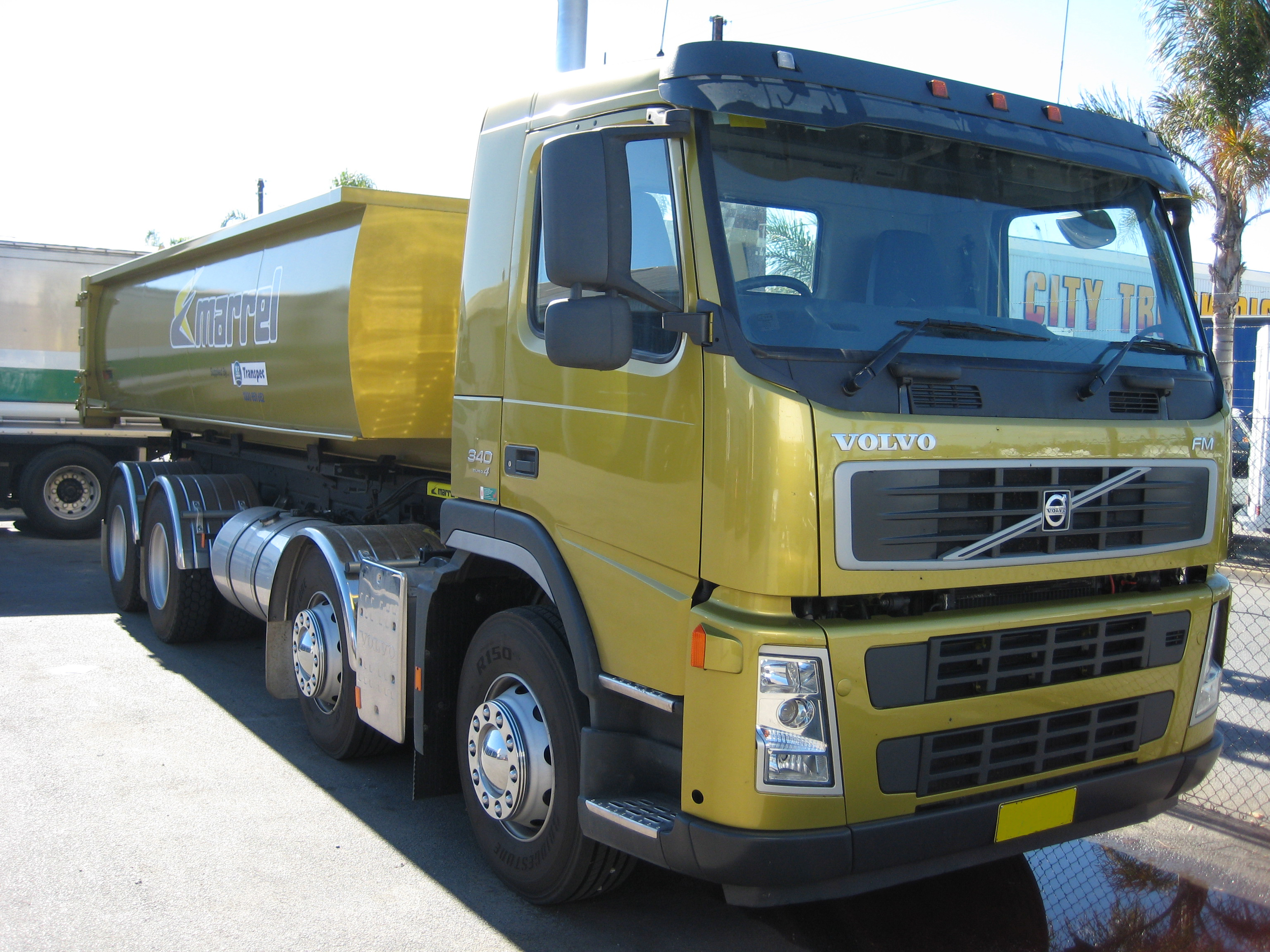
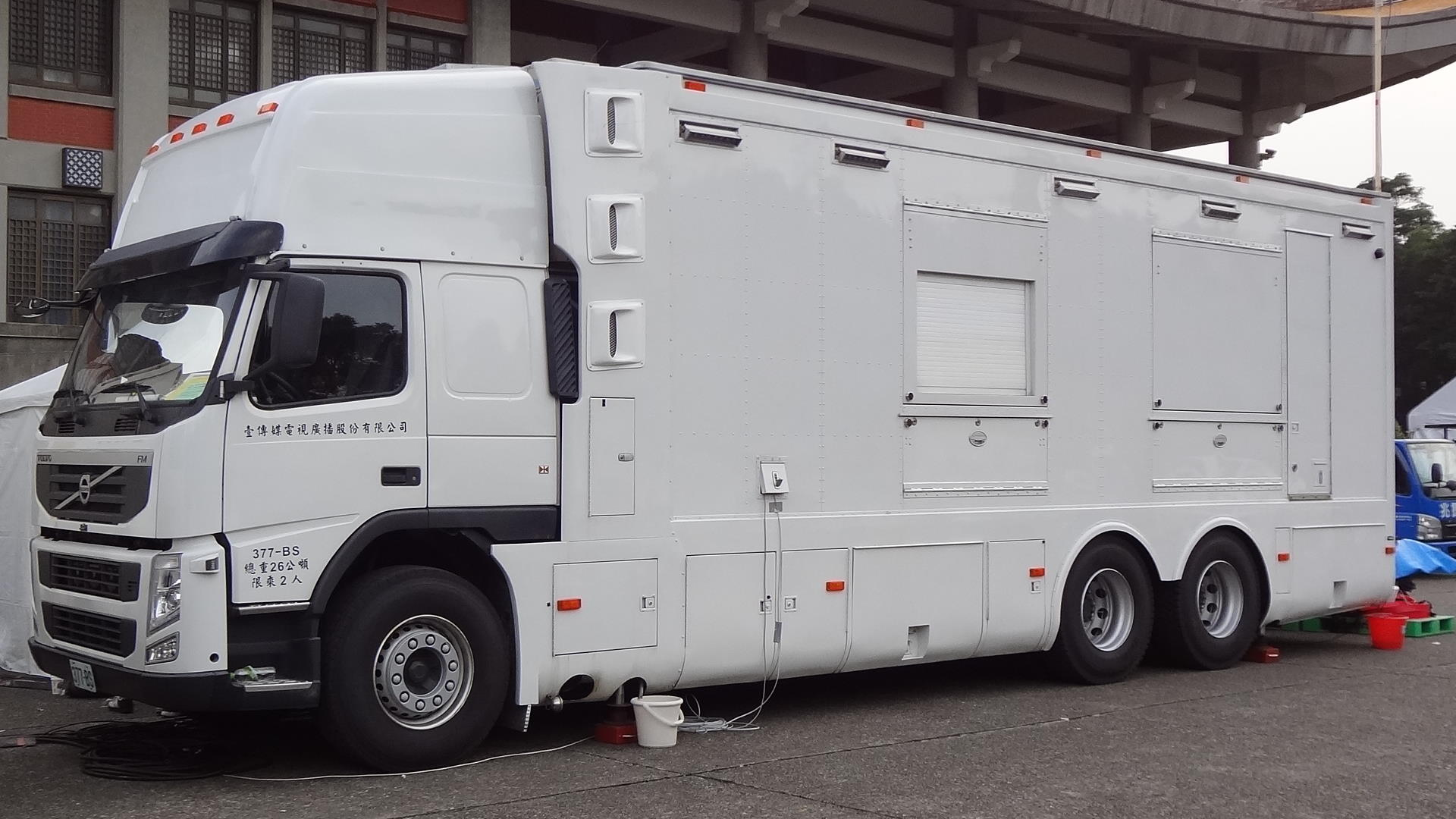
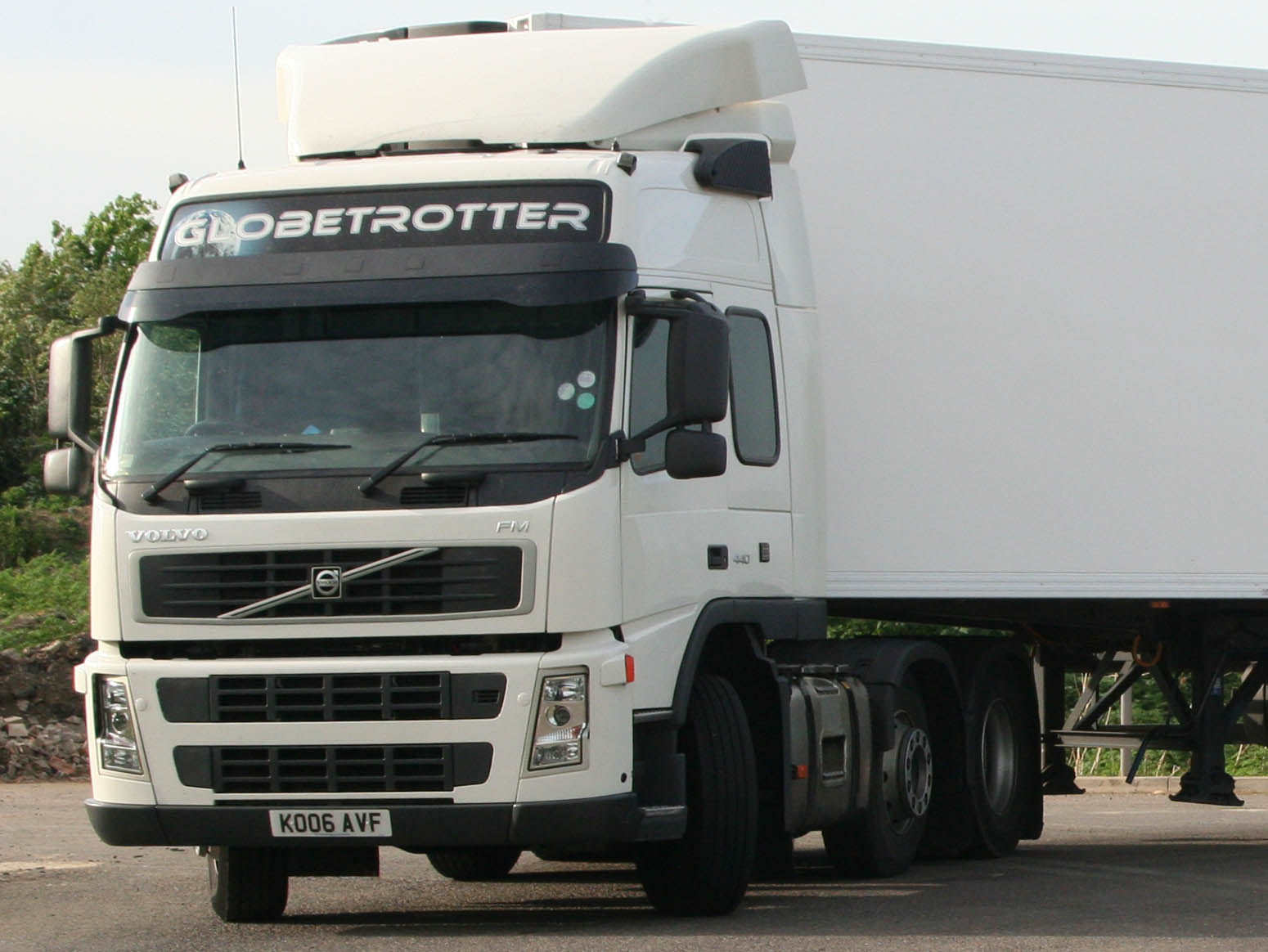
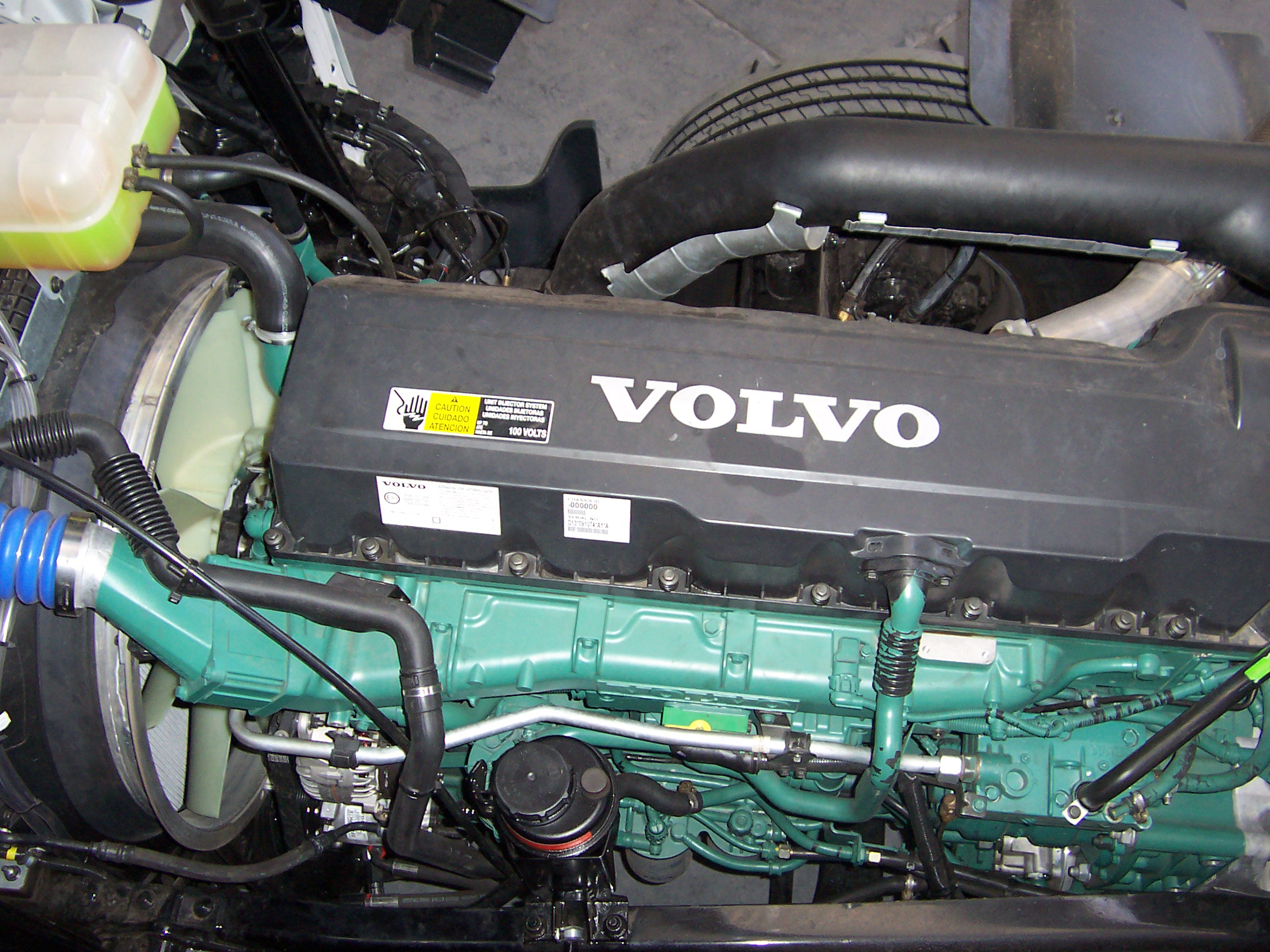
D13A 디젤 엔진
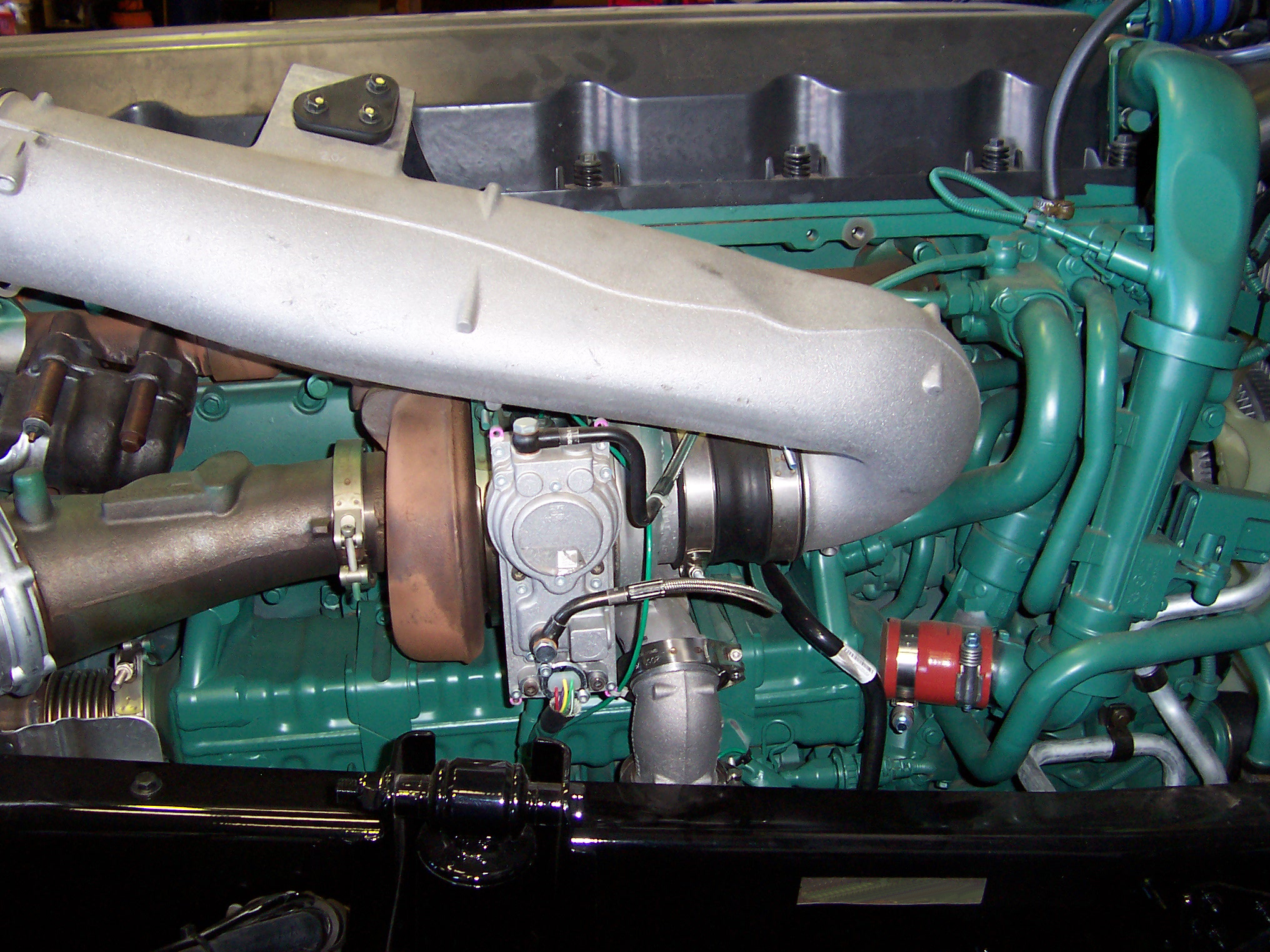
D13B 디젤 엔진